# Аджиумеров, Асан Джелялович
Асан Джелялович Аджиумеров (Аджи-Умеров) — советский крымскотатарский педагог. Первый директор Крымского института специальных культур имени М. И. Калинина (1931—1933).

## Биография
Родился в Крыму (село Биюк-Ламбад, Таврической губернии). После получения базового образования в деревенской школе был назначен председателем Биюк-Ламбадского селревкома. После был отправлен в Москву, где прошёл обучение в Коммунистическом университете трудящихся Востока имени И. В. Сталина.
После возвращения в Крым был одним из основателей Крымского института специальных культур имени М. И. Калинина. С 1931 по 1933 год был директором этого института. Помимо работы в сельхозинституте, он преподавал историю и географию в Крымском пединституте им. М. В. Фрунзе и Симферопольской партийной школе.
В статье «Крымский институт спецкультур и подготовка кадров», опубликованной в январе 1932 года в партийном журнале «Большевик ёлу» («Большевистский путь»), Аджиумеров акцентировал внимание на принципах советской национальной политики в области высшего образования. Из принятых в 1931 году на учёбу в Крымский сельхозинститут 118 человек 49 % составляли крымские татары и оставшиеся 33 % — представители нацменьшинств. Исследователь Нариман Абдульвапов в своей статье об Крымском сельхозинституте пишет: «Несмотря на весьма значительное уменьшение количества крымскотатарских студентов в вузе в конце 1930-х гг., можно с уверенностью говорить о том, что в период 1931—1941 годы Крымский сельхозинститут был наиболее значительной кузницей крымскотатарских сельскохозяйственных кадров в Крыму. За десять предвоенных лет в вузе получили образование сотни крымскотатарских юношей и девушек, активно влившихся в народное хозяйство республики и преданно служивших избранной профессии в течение многих десятилетий. Говоря о руководстве Крымского сельскохозяйственного института, необходимо отметить, что первыми тремя директорами учебного заведения были крымские татары». Первым директором вуза был Асан Аджиумеров.
В предыдущее года занимал должность председателя Ялтинского райисполкома, вносил свой вклад в развитие Крыма будучи на этой должности с 1937 по 1939 год. Также работал директором Балаклавской школы и председателем Биюк-Ламбадского табачного колхоза.
В период Второй мировой войны Асан Аджи-Умеров возглавлял батальон, задача которого была оборона Чонгарского перешейка. После оккупации Крыма немецкими захватчиками, продолжил сопротивление в подполье, в его обязанности входило сбор данных для партизан, которые укрывались в горах. Передача добытой им информации происходила в его симферопольской квартире.
В период оккупации немцы похитили его сына от первого брака Кима Аджиумерова и отправили в концлагерь который находился на территории Германии. А через какое то время была похищена его вторая жена Дорра Арнаутова, которую немцы депортировали в Бельгию.
18 мая 1944 года сразу после окончания оккупации Крыма немцами Асан Аджиумеров, несмотря на все заслуги и подвиги, вместе с дочерью был депортирован Советской властью из Крыма в Узбекистан.
В 1972 году А. Дж. Аджиумеров присутствовал на 40-летнем юбилее Крымского сельхозинститута в Симферополе.